# اتاق تاریک (فیلم)
اتاق تاریک فیلمی به نویسندگی، کارگردانی و تهیه‌کنندگی روح‌الله حجازی محصول سال ۱۳۹۶ است. این فیلم به سبک اجتماعی (درام) در فضایی رمزآلود به زبان فارسی است.
موضوع فیلم اتاق تاریک پیرامون آزار و تجاوز جنسی کودکان در ایران است.
حجازی سه سال بعد از اکران آخرین ساخته‌اش «مرگ ماهی»  با این فیلم در سی و ششمین دوره جشنواره فیلم فجر شرکت کرد.
این فیلم توانست جایزه بهترین فیلم جشنواره بین‌المللی فیلم هانوی در سال ۲۰۱۸ و جایزه بهترین فیلم جشنواره فیلم کرالا در سال ۲۰۱۸ را نیز دریافت کند. همچنین اتاق تاریک تنها نماینده ایران در جشنواره فیلم بلگراد در سال ۲۰۱۹ بود.

## داستان
فیلم داستان زندگی زن و شوهری است به نام فرهاد و هاله (با بازی ساعد سهیلی و ساره بیات) که به همراه فرزند خردسالشان (امیر) به تازگی به یکی از شهرک‌های تازه تأسیس اطراف تهران نقل مکان کرده‌اند و به واسطه زندگی در این محله روال زندگی‌شان دست‌خوش تغییراتی می‌شود. شروع فیلم با سکانس گم شدن امیر در تپه‌های اطراف منزل شروع می‌شود، که پس از پیدا شدن، رفتارش کمی تغییر کرده است؛ شب‌ادراری‌هایش بیشتر شده و دچار حالت تهوع و دل‌درد می‌شود. با پچ‌پچ‌هایی که امیر با پدرش می‌کند او (فرهاد) را به شک می‌اندازد و پس از باخبر شدن هاله از ماجرا، آشفتگی شخصیت‌های داستان و پیچیدگی ماجرا بیشتر می‌شود.

## بازیگران
- ساعد سهیلی در نقش فرهاد
- ساره بیات در نقش هاله
- علیرضا میرسالاری در نقش امیر (پسر فرهاد و هاله)
- مروارید کاشیان در نقش پگاه
- محمد امامی در نقش آقای مطلق (نگهبان مجتمع مسکونی)
- امیررضا رنجبران در نقش پیمان
- ژیلا دایی در نقش خانم بلورچی
- رضا احمدی در نقش خان محمد

## ساخت
«اتاق تاریک» پنجمین ساخته حجازی پس از فیلم‌های «در میان ابرها»، «زندگی خصوصی آقا و خانم میم»، «زندگی مشترک آقای محمودی و بانو» و «مرگ ماهی» است. ساعد سهیلی و ساره بیات بازیگران اصلی فیلم هستند.
حجازی قصد داشت سال ۹۵ فیلم «گربه رو» (cat walk) را جلوی دوربین ببرد که علی‌رغم پیش تولید به علت مشکلات ممیزی ساخت فیلم منتفی شد. فیلمبرداری «اتاق تاریک» که از اواسط مردادماه آغاز شده بود تا اوایل مهر ادامه داشت.

## اکران فیلم و حواشی اکران
طبق برنامهٔ اکران سازمان سینمایی و سمعی، بصری، این فیلم در ۲۸ آذر ۱۳۹۷ اکران شده‌است.
همچنین موضوع جنجالی و پر حاشیه این فیلم؛ که مربوط به تجاوز جنسی به کودکان است، پس از اکران این فیلم مورد توجه قرار گرفت.
فیلم اتاق تاریک به علت موضوع بسیار حساسش، در سی و ششمین دوره جشنواره فیلم فجر از سوی وزارت فرهنگ و ارشاد اسلامی تحریم شد و در زمان اکران هم این فیلم با محدودیت از سوی وزارت ارشاد و سازمان تبلیغات اسلامی روبرو شد.